# 上游站
上游站位于福建省三明市沙县区虬江街道，车站作为会让站建于1982年，以增加鹰厦线的运输能力。距鹰潭站346公里，距厦门站348公里。车站由南昌局集团永安车务段管辖，现为不办理客货运业务的五等站，但有一趟通勤列车停靠。